# Docuverse
Als Docuverse bezeichnet Ted Nelson die elektronische universale Bibliothek, die durch einen Hypertext wie Xanadu entstehen soll; die zahllosen Dokumente sind zwar verteilt gespeichert, aber miteinander verbunden, so dass ein Metadokument entsteht:
Literature is an ongoing system of interconnecting documents (Ted Nelson)
Er sieht sich selbst wie auch das Xanadu-Projekt dabei als Literary Machines; das Docuverse-Paradigma wurde jedoch nicht in Xanadu umgesetzt, sondern – mit einigen funktionalen Abstrichen – im World Wide Web, das in vielen Aspekten den Gegenentwurf zum Druck-Paradigma bildet.